# Locomotiva Thomas și prietenii săi - Pe Șantier cu Thomas
Locomotiva Thomas și prietenii săi este o serie de televiziune bazată pe Seria Căilor Ferate scrisă de Wilbert Awdry, în care ne este prezentată viața unui grup de locomotive și vehicule cu trăsături umane, ce trăiesc pe Insula Sodor.
Acest articol se referă la mini-sezonul, Pe Șantier cu Thomas, care conține 13 episoade cu 4:30 minute fiecare. A fost produs în anul 2006 de HIT Entertainment, este precedat de Sezonul 9, și urmat de Sezonul 10. Odată cu acest mini-sezon, au fost produse și două cântece speciale pentru această producție.
Cele 13 episoade nu au continuitate, fiecare episod în parte arătându-ne o singură aventură.

## Lansare originală
- Thomas' Trusty Friends DVD în Regatul Unit
- Thomas' Trusty Friends DVD în SUA
- On Site With Thomas DVD în SUA

## Descriere
Îi putem vedea pe Jack și echipă sa de construcții, Thomas și Percy apar și ei însă cu roluri secundare.  Mașinăriile de construcții înfruntă ploi, ninsori, și alte condiții grele de muncă, pentru a-și duce treaba la bun sfârșit.

## Episoade
| #  | Titlu Original            | Titlu Română                         |
| -- | ------------------------- | ------------------------------------ |
| 1  | A Visit from Thomas       | O Vizită din Partea lui Thomas       |
| 2  | Jack Owns Up              | Jack își Primește Răsplata           |
| 3  | On Site with Thomas       | Pe Șaniter cu Thomas                 |
| 4  | Percy's Scary Tale        | Povestea Înfricoșătoare a lui Percy  |
| 5  | Kelly's Windy Day         | Ziua Furtunoasă a lui Kelly          |
| 6  | A Happy Day for Percy     | O Zi Fericită Pentru Percy           |
| 7  | A Tale for Thomas         | O Poveste Pentru Thomas              |
| 8  | Thomas and the Momes      | Thomas și Cârtițele                  |
| 9  | Percy Helps Out           | Percy Sare în Ajutor                 |
| 10 | The Tortoise and the Hare | Iepurele și Țestoasa                 |
| 11 | Thomas' Trusty Friends    | Prietenii de Încredere ai lui Thomas |
| 12 | Alfie Has Kittens         | Alfie Are Pisicuțe                   |
| 13 | Mud, Glorious Mud         | Noroi, Glorie Noroiului              |